# Ormetica triangularis
Ormetica triangularis là một loài bướm đêm thuộc phân họ Arctiinae, họ Erebidae.